# Botch
Botch is een Amerikaanse mathcore- en metalcore-band uit Tacoma, Washington, opgericht in 1993 en ontbonden in 2002.

## Bezetting
Oprichters, tevens laatste bezetting
- Dave Verellen[2] (zang)
- Dave Knudson[3] (e-gitaar)
- Brian Cook[4] (e-basgitaar, zang)
- Tim Latona[5] (drums)

## Geschiedenis
In 1993 formeerden de schoolvrienden Dave Verellen (zang), Dave Knudson (elektrische gitaar), Brian Cook (elektrische bas, zang) en Tim Latona (drums) de band Botch. Ze begonnen songs te schrijven en namen in 1995 hun eerste demo op. In 1997 bracht de band de compilatie The Unifying Themes of Sex, Death and Religion uit bij Excursion Records. De plaat bevatte de nummers van de reeds uitgebrachte singles Faction en The John Birch Conspiracy Theory, evenals het nummer I Just Can't Live Without It, dat al op de compilatie Anti Death Penalty was verschenen. Nadat de band een platencontract had getekend bij het label Hydra Head Records, werd het tweede album American Nervoso van de band in mei 1998 uitgebracht. Het derde album We Are the Romans volgde in november 1999. De band werd uiteindelijk in 2002 ontbonden. Tussen 2006 en 2007 bracht Hydra Head Records opnieuw een aantal nieuwe albums uit. Na de ontbinding van Botch waren de muzikanten betrokken bij verschillende nieuw geformeerde bands uit de omgeving van Seattle, waaronder Minus the Bear, Russian Circles en These Arms Are Snakes.

## Discografie

### Studioalbums
- 1998: American Nervoso (Hydra Head Records)
- 1999: We Are the Romans (Hydra Head Records)

### Ep's
- 1994: Blind…From Youth Installed (zelf uitgebracht)
- 1995: Faction (World of Hurt Records/Threshold Records)
- 1996: The John Birch Conspiracy Theory (Phyte Records)
- 2002: An Anthology of Dead Ends (Hydra Head Records)

### Compilaties
- 1997: The Unifying Themes of Sex, Death and Religion (Excursion Records)
- 2002: Unifying Themes Redux (Excursion Records)

### Split-CD's
- 1997: split met nineironspitfire, Indecision Records
- 1999: The Edge of Quarrel (split met Murder City Devils, Excursion Records)
- 1999: In These Black Days Vol. V (split 7" met Cave In, Hydra Head Records)